# (23663) Kalou
(23663) Kalou (1997 EG18) – planetoida z pasa głównego asteroid okrążająca Słońce w ciągu 3,7 lat w średniej odległości 2,39 j.a. Odkryta 10 marca 1997 roku.